# エゾオオバコ
エゾオオバコ（蝦夷大葉子、学名：Plantago camtschatica ）は、オオバコ科オオバコ属の多年草。

## 特徴
植物体全体に白色の軟毛が密生する。太い根茎から7-11個の葉が束生し、地面に広がる。葉は葉柄とともに長さ5-11cm、幅2-4cmで、葉身は長楕円形または倒長卵形で、先はややとがり、基部はしだいに細まって、短い葉柄となる。縁には不明瞭な少数の歯牙状の鋸歯がみられる。
花期は5-8月。高さ15-30cmになる花茎を1-7本伸ばし、長さ3-10cmになる穂状花序に多数の花を密につける。萼片は長さ2-2.5mmの卵状長楕円形で、先は円い。花冠は長さ3mmで先が4裂して反り返り、白色で膜質になる。雄蕊は4個あり、花冠の外に長く突き出て、葯は濃紫褐色。果実は蒴果で萼片の1.5-2倍の長さになり、狭卵形で、1果の中に長さ1.5-2mmになる長楕円形の種子が4個ある。

## 分布と生育環境
日本では、北海道、本州、九州の日本海側、オホーツク海沿岸に分布し、海岸砂地などに生育する。世界では、朝鮮、オホーツク海沿岸、樺太、千島に分布する。しばしば群生する。
北海道に産することからエゾオオバコ（蝦夷大葉子）という。

## ギャラリー
- 小さい花冠は白色で膜質。
- 葉の両面に白色軟毛が密生する。

## 下位分類
- ケナシエゾオオバコ Plantago camtschatica Cham. ex Link f. glabra (Makino et Honda) Ohwi - 全体に毛がほとんど無いものをいう[2]。